# Йозеф Адамець
Йозеф Адамець (словац. Jozef Adamec; нар. 26 лютого 1942, Врбове, Перша словацька республіка — пом. 24 грудня 2018, Трнава, Словаччина) — словацький футболіст та тренер, виступав на позиції нападника.

## Клубна кар'єра
Футболом розпочинав займатися в рідному місті Врбове, де виступав за місцеву «Іскру».
Легенда Спартака «Спартака» (Трнава) у футболці «білих ангелів» виграла п'ять чемпіонських титулів, ще два титули він завоював під час основної військової служби в празькій «Дуклі». У чемпіонаті Чехословаччини зіграв 383 матчі, в яких відзначився 170-а голами, третій найкращий бомбардир чехословацького чемпіонату (після Йозефа Біцана та Мирослава Вецека). Чотири рази ставав найкращим бомбардиром чемпіонату. Протягом свого нетривалого періоду перебування в братиславському «Словані» відзначився 6-а голами в поєдинку проти ТС «Тринець» (8:0). У єврокубках відзначився 18-а голами, разом з трнавським «Спартаком» дійшов до півфіналу Кубку європейських чемпіонів 1968/69. Кар'єру футболіста завершував у віденському «Словані». Сім разів потрапляв до десятки найкращих футболістів року в Чехословаччині, а в 1968 та 1969 році у вище вказаному рейтингу посідав третє місце.

## Кар'єра в збірній
У збірній Чехословаччини зіграв 44 матчі, відзначився 14-а голами. Дебютував у національній збірній 30 жовтня 1960 року в Празі проти Нідерландів (4:0), востаннє футболку чехословацької збірної одягав 13 жовтня 1974 року в Братиславі в переможному (4:0) поєдинку проти Швеції. На чемпіонаті світу 1962 року в Чилі виступав під керівництвом Рудольфа Витлачіла, був наймолодшим гравцем збірної, яка завоювала срібні медалі після поразки від Бразилії (1:3). На цьому турнірі зіграв 3 матчі групового етапу. Також брав участь у чемпіонаті світу 1970 року в Мексиці. 23 червня 1068 року в Братиславі відзначився трьома голами у воротах Бразилії, ставши п'ятим гравцем в історії бразильської збірної, який повторив подібне досягнення. Окрім Адамеца хет-триком у воротах бразильців відзначалися поляк Ернест Вілімовський на чемпіонаті світу 1938 року, італієць Паоло Россі на чемпіонаті світу 1982 року та аргентинець Ліонель Мессі.

## Кар'єра тренера
Тренерську кар'єру розпочав ще будучи футболістом «Спартака» (Трнава), у сезоні 1976/77 років, як помічник головного тренера. З 1977 по 1980 рік працював граючим головним тренером віденського «Слована».
У сезоні 1980/81 років очолював клуб третього дивізіону чемпіонату Чехословаччини «Слован Душло» (Шаля). Першого значного успіху як тренер досяг з «Банською Бистрицею» (команду очолив 1 січня 1982), з якою вийшов до Першої ліги. Будучи новачком змагання «Дукла» фінішувала на 4-у місці в чемпіонаті сезону 1983/84, завдяки чому пробилася до Кубку УЄФА, команда з Банської Бистриці зустрілася з представником Бундесліги «Боруссія» (Менхенгладбах). У сезоні 1988/89 року знову працював в Австрії, де тренував «Форвертс» (Штайр). Разом з братиславським «Інтером» виграв Кубок Словаччини 1990, у сезоні 1989/90 років у чемпіонаті Чехословаччини посів третє місце, а також виборов путівку до Кубку УЄФА.
У сезоні 1991/92 років знову тренував «Банську Бистрицю», команда того сезону посіла останнє місце в чемпіонаті. Потім декілька місяців тренував чеський «Богеміанс» (Прага), після чого повернувся до Братислави. У 1993 році допомагав тренувати Вацлаву Єжику збірну Чехословаччини. Команда, яку представляли вже рік дві на той час незалежні країни, вийшла на чемпіонат світу 1994 року. У 1994—1995 роках тренував «Світ» (Злін), проте до кінця сезону не допрацював, подавши у відставку. На момент звільнення команда посідала 14-е місце в чеському чемпіонаті. У 1995 році повернувся до братиславського «Інтера». У команді пропрацював декілька місяців, проте допоміг їй виграти кубок Словаччини. З 1996 по 1997 рік очолював «Дунайську Стреду». 1997 року очолив «Спартак» (Трнава), проте надовго в клубі не залишився й незабаром його призначили головним тренером «Пряшова». У 1999—2001 роках очолював Словаччину в 34-х поєдинках, проте команда не зуміла кваліфікуватися на чемпіонат світу 2002 року. У 2002 році знову тренував «Спартак» (Трнава), а в 2003 році повернувся до братиславського «Слована». З 2005 по 2008 рік (з перервами) знову тренував «Спартак» з Трнави. У липні 2006 року очолив «Артмедію», проте через декілька місяців залишив команду.

## Стиль гри
Стрункий, середнього зросту футболіст. Володів прекрасною лівою ногою, чудовий бомбардир, мав хорошу координацію тіла. Постійна сперечався з футбольними суддями, провокуючи невдоволений свист уболівальників.

## Політична діяльність
У 2006 році Адамець намагався обратися до словацького парламенту, проте йому цього не вдалося.

## Особисте життя
Був одружений, у Йозефа залишилося троє дітей.

## Статистика виступів

### У чемпіонаті
| Рік                   | Матчі | Голи | Клуб                  |
| --------------------- | ----- | ---- | --------------------- |
| 1958/59               | -     | 2    | «Спартак» (Трнава)    |
| 1959/60               | -     | 4    | «Спартак» (Трнава)    |
| 1960/61               | -     | 13   | «Спартак» (Трнава)    |
| 1961/62               | -     | 9    | «Дукла» (Прага)       |
| 1962/63               | 18    | 8    | «Дукла» (Прага)       |
| 1963/64               | 10    | 8    | «Слован» (Братислава) |
| 1964/65               | 14    | 6    | «Слован» (Братислава) |
| 1965/66               | 2     | 1    | «Слован» (Братислава) |
| 1965/66               | 11    | 4    | «Спартак» (Трнава)    |
| 1966/67               | 26    | 21   | «Спартак» (Трнава)    |
| 1967/68               | 25    | 18   | «Спартак» (Трнава)    |
| 1968/69               | 22    | 6    | «Спартак» (Трнава)    |
| 1969/70               | 27    | 16   | «Спартак» (Трнава)    |
| 1970/71               | 28    | 16   | «Спартак» (Трнава)    |
| 1971/72               | 30    | 14   | «Спартак» (Трнава)    |
| 1972/73               | 22    | 6    | «Спартак» (Трнава)    |
| 1973/74               | 16    | 7    | «Спартак» (Трнава)    |
| 1974/75               | 26    | 5    | «Спартак» (Трнава)    |
| 1975/76               | 27    | 6    | «Спартак» (Трнава)    |
| 1976/77               | 6     | 1    | «Спартак» (Трнава)    |
| Загалом у Першій лізі | 328   | 170  |                       |

## Досягнення

### Як гравця
«Дукла» (Прага)
- Перша ліга Чехословаччини
  -  Чемпіон (2): 1962, 1963

«Спартак» (Трнава)
- Перша ліга Чехословаччини
  -  Чемпіон (5): 1968, 1969, 1971, 1972, 1973

- Кубок Чехословаччини
  -  Володар (3): 1967, 1971, 1975

- Кубок Словаччини
  -  Володар (2): 1971, 1975

- Кубок Мітропи
  -  Володар (1): 1967
  -  Фіналіст (1): 1968

- Кубок європейських чемпіонів
  - 1/2 фіналу (1): 1969
  - 1/4 фіналу (2): 1973, 1974

Збірна
- Чемпіонат світу
  -  Срібний призер (1): 1962
  - Груповий етап (1): 1970

### Індивідуальні
- Найкращий бомбардир Першої ліги Чехословаччини (5): 1966/67, 1967/68, 1969/70, 1970/71
- Член клубу канонірів ліги (170 голів)
- Член Зали слави словацького футболу
- Футболіст XX століття Словаччини: 2-е місце

### Як тренера
«Інтер» (Братислава)
- Кубок Словаччини
  -  Володар (2): 1989/90, 1994/95